# Graça (Lisboa)
Graça era una freguesia portuguesa del municipio de Lisboa, distrito de Lisboa.

## Historia
Esta freguesia fue formada después del terremoto de Lisboa, con terrenos de las extintas freguesias de Santo André y Santa Marinha, adquiriendo identidad propia en el siglo XIX.
Fue suprimida el 8 de noviembre de 2012, en aplicación de una resolución de la Asamblea de la República portuguesa al unirse con las freguesias de Santa Engrácia y São Vicente de Fora, formando la nueva freguesia de São Vicente.

## Patrimonio
- Convento da Graça
- Palacio de los Condes de Figueira
- Barrio Estrela d'Ouro
- Capilla de Nossa Senhora do Monte
- Vila Berta
- Convento das Mónicas